# Revanche des berceaux
La Revanche des berceaux (en español, Revancha de las cunas) es una expresión que designa la época de la resistencia de los franco-canadienses después de la deportación de los acadios de 1755, y que tuvo por objetivo tener más hijos que los colonos ingleses, con el fin de, con el tiempo, ser superiores en número. La idea subyacente de una tal medida, fue que al ser más numerosos, también sería más difícil que los ingleses les discriminaran.

## Historia
Con el Tratado de París de 1763, Francia renunció a los territorios de Nueva Francia, en favor de Gran Bretaña. Poco después, por el Acta de Quebec de 1774, se creó la provincia de Quebec, un vasto territorio que abarcaba desde el valle del río San Lorenzo hasta los Grandes Lagos, así como el llamado territorio del Ohio.
El tratado restituyó los derechos de la nobleza señorial, abolió el juramento de lealtad que excluía a los católicos de la función pública, y retornó al uso el derecho civil francés.
Los franco-canadienses pudieron así conservar sus instituciones y su religión, lo que no impidió que los colonos ingleses se instalaran masivamene en las tierras confiscadas. De la misma manera, los métis, instalados de Manitoba hasta el oeste de Quebec, vieron también confiscadas sus tierras en 1869.
Los canadienses franceses intentaron resistir estas medidas a través de la llamada «Guerre des Berceaux» («Guerra de las cunas»). La Iglesia también alentó una medida ya manejada por las colonias francesas del siglo XVII: tener más niños por pareja, para finalmente superar en número a los colonos ingleses.
Para evaluar correctamente esta explosión demográfica, conviene destacar que en la época, cada pareja tenía una media de 14 hijos.